# Penicillidia leptothrinax
Penicillidia leptothrinax är en tvåvingeart som beskrevs av Speiser 1908. Penicillidia leptothrinax ingår i släktet Penicillidia och familjen lusflugor. Inga underarter finns listade i Catalogue of Life.